# A. J. Jiménez
Pour les articles homonymes, voir Jimenez.
 (septembre 2017).
A. J. Jiménez (Antonio J. Jiménez, né le 1er mai 1990 à San Juan, Porto Rico) est un receveur des Rangers du Texas de la Ligue majeure de baseball.

## Carrière
A. J. Jiménez est choisi par les Blue Jays de Toronto au 9e tour de sélection du repêchage amateur de 2008. Il fait ses débuts professionnels la même année dans les ligues mineures. En 2012, il est limité à 27 matchs de ligues mineures alors qu'il subit une opération Tommy John pour guérir une blessure au coude droit. Jiménez participe au match des étoiles du futur en 2013 et 2014. 
Les blessures compliquent le parcours de Jiménez vers les Ligues majeures et son rendement en offensive ne va pas de pair avec ses bonnes aptitudes en défensive, ce qui amène les Blue Jays à le libérer de son contrat en février 2017. Il signe quelques jours plus tard un contrat avec les Rangers du Texas.
Jiménez fait ses débuts dans le baseball majeur le 6 septembre 2017 avec les Rangers du Texas, dans un match face aux Braves d'Atlanta.